# Triple doble
Un triple doble és un terme del bàsquetbol que determina la consecució per part d'un jugador de dobles dígits (un mínim de 10) en tres de les cinc categories quantificables (punts, rebots, assistències, taps i recuperacions de pilota).
Un tipus especial de triple doble és el doble triple doble, terme que determina la consecució no d'un mínim de 10, sinó de 20 en tres de les categories abans mencionades. Només s'ha assolit en dos ocasions: Wilt Chamberlain va fer 22 punts, 25 rebots i 21 assistències el 2 de febrer de 1968, i el 3 d'abril de 2019 Russell Westbrook es va convertir en el segon jugador de la història en aconserguir-ho, fent 20 punts, 20 rebots i 21 assistències.
- Fer de mitjana un triple doble durant una temporada. Únicament un jugador en tota la història de l'NBA ho ha aconseguit: Oscar Robertson. Durant la temporada 1961-1962 de l'NBA, mentre jugava als Cincinnati Royals va fer de mitjana 30,8 punts, 12,5 rebots i 11,4 assistències per partit.[2]

- Líders històrics de triples dobles (Temporada regular)

| Lloc         | Nom                | Triples dobles |
| ------------ | ------------------ | -------------- |
| 1            | Oscar Robertson*   | 181            |
| 2            | Russell Westbrook^ | 149            |
| 3            | Magic Johnson*     | 138            |
| 4            | Jason Kidd         | 107            |
| 5            | LeBron James^      | 94             |
| 6            | Wilt Chamberlain*  | 78             |
| 7            | Larry Bird*        | 59             |
| 8            | James Harden^      | 46             |
| 9            | Nikola Jokic^      | 44             |
| 10           | Fat Lever          | 43             |
| 11           | Bob Cousy*         | 33             |
| 12           | Rajon Rondo^       | 32             |
| 13           | John Havlicek*     | 31             |
| 14           | Grant Hill*        | 29             |
| 15           | Michael Jordan*    | 28             |
|              | Ben Simmons^       | 28             |
| 17           | Elgin Baylor*      | 26             |
| 18           | Clyde Drexler*     | 25             |
|              | Luka Dončić^       | 25             |
| 20           | Draymond Green^    | 24             |
| Referències: |                    |                |

| ^ | Denota jugador en actiu             |
| * | Escollit al Basketball Hall of Fame |

- Líders històrics de triples dobles (playoffs)

| Lloc         | Nom                | Triples dobles |
| ------------ | ------------------ | -------------- |
| 1            | Magic Johnson*     | 30             |
| 2            | Lebron James^      | 28             |
| 3            | Jason Kidd         | 11             |
| 4            | Rajon Rondo^       | 10             |
|              | Russell Westbrook^ | 10             |
|              | Draymond Green^    | 10             |
|              | Larry Bird*        | 10             |
| 8            | Wilt Chamberlain*  | 9              |
| 9            | Oscar Robertson*   | 8              |
| 10           | Nikola Jokic^      | 5              |
|              | John Havlicek*     | 5              |
| 12           | Tim Duncan^        | 4              |
|              | Charles Barkley*   | 4              |
|              | Elgin Baylor*      | 4              |
|              | Walt Frazier*      | 4              |
|              | Scottie Pippen*    | 4              |
| Referències: |                    |                |

- Més triples dobles en una temporada. Oscar Robertson, amb 41, a la temporada 1961-62.

- Jugador més jove a aconseguir un triple doble. LeBron James, amb 20 anys i 20 dies, assolí un triple doble el 19 de gener del 2005 contra Portland Trail Blazers. Aconseguí 27 punts, 11 rebots i 10 assistències.

- Jugador més veterà a aconseguir un triple doble. Karl Malone és l'únic jugador major de 40 anys a aconseguir-ho: el 28 de novembre del 2003, quan va fer 10 punts, 11 rebots i 10 assistències davant els San Antonio Spurs.

- Triples dobles per companys d'equip en un partit de temporada regular. Això només s'aconseguit dos cops des de la temporada 1986-1987, per Michael Jordan i Scottie Pippen (Chicago Bulls contra Los Angeles Clippers), el 3 de gener del 1989, i per Vince Carter i Jason Kidd (New Jersey Nets contra Washington Wizards) el 7 d'abril del 2007. Els registres anteriors a la temporada 1986-1987 poden revelar més casos.

## NCAA
- Més triples dobles en una temporada: Michael Anderson (1985–86 amb Drexel), Brian Shaw (1987–88 amb UC Santa Barbara), Jason Kidd (1993–94 amb Cal) i Stephane Lasme (2006–07 amb Massachusetts) assoliren cadascun 4 triples dobles en una temporada.[12]

- Triples dobles al Torneig de l'NCAA: L'NCAA comença a comptabilitzar les assistències el 1984 i els taps i recuperacions de pilota el 1986, així que oficialment això només ha succeït vuit cops. No obstant això, a vegades aquestes dades estadístiques s'han comptabilitzat, de manera que ha succeït 16 cops no oficialment.[13] S'han inclòs sols dos triples dobles anteriors al 1986 a la següent classificació.

| Nom              | Equip          | Marcador | Rival          | Ronda        | Data      | Minuts jugats | Pts. | Reb. | Ast. | Rec. | Tap. | Ref.   |
| ---------------- | -------------- | -------- | -------------- | ------------ | --------- | ------------- | ---- | ---- | ---- | ---- | ---- | ------ |
| Oscar Robertson  | Cincinnati     | 98–85    | Louisville     | 3r i 4t lloc | 21/3/1959 | 39            | 39   | 17   | 10   | —    | —    | [ 14 ] |
| Magic Johnson    | Michigan State | 101–67   | Penn           | Final Four   | 24/3/1979 | 35            | 29   | 10   | 10   | 3    | 0    | [ 14 ] |
| Gary Grant       | Michigan       | 97–109   | North Carolina | 2ª ronda     | 14/3/1987 | 39            | 24   | 10   | 10   | 1    | 0    | [ 15 ] |
| Shaquille O'Neal | LSU            | 94–83    | BYU            | 1ª ronda     | 19/3/1992 | 31            | 26   | 13   | 4    | 1    | 11   | [ 14 ] |
| David Cain       | St. John's     | 85–67    | Texas Tech     | 1ª ronda     | 18/3/1993 | 37            | 12   | 11   | 11   | 1    | 0    | [ 16 ] |
| Andre Miller     | Utah           | 76–51    | Arizona        | Elite Eight  | 21/3/1998 | 36            | 18   | 14   | 13   | 2    | 1    | [ 14 ] |
| Dwyane Wade      | Marquette      | 83–69    | Kentucky       | Elite Eight  | 29/3/2003 | 35            | 29   | 11   | 11   | 1    | 4    | [ 14 ] |
| Cole Aldrich     | Kansas         | 60–43    | Dayton         | 2ª ronda     | 22/3/2009 | 31            | 13   | 20   | 1    | 0    | 10   | [ 17 ] |
| Draymond Green   | Michigan State | 76–78    | UCLA           | 1ª ronda     | 17/3/2011 | 37            | 23   | 11   | 10   | 4    | 0    | [ 18 ] |
| Draymond Green   | Michigan State | 89–67    | Long Island    | 2ª ronda     | 16/3/2012 | 35            | 24   | 12   | 10   | 1    | 0    | [ 19 ] |